# Kaka (Burkina Faso)
Pour les articles homonymes, voir Kaka.
Kaka est une localité située dans le département de Djigouéra de la province du Kénédougou dans la région des Hauts-Bassins au Burkina Faso.

## Santé et éducation
Le centre de soins le plus proche de Kaka est le centre de santé et de promotion sociale (CSPS) de Djigouéra tandis que le centre médical avec antenne chirurgicale (CMA) se trouve à Orodara et que le centre hospitalier régional (CHR) est le CHU Souro-Sanon de Bobo-Dioulasso.
Le village possède un centre permanent d'alphabétisation (CPAF).